# 夏里特
夏里特医院 （法语意为“慈善”，發音：[ʃaʁite] ⓘ）是一所位於德國柏林的大型醫院，亦是歐洲最大的教學醫院之一，目前共設置3011張病床。2003年，柏林洪堡大學与柏林自由大學的醫學院合併为现在的柏林夏里特医学院（Charité – Universitätsmedizin Berlin）。現為柏林大學聯盟的成員。
柏林夏里特醫學院為德國研究導向的醫學機構之一，運行隸屬於德國科學基金會的合作研究中心 (Collaborative Research Centers, CRC)。
从2012年至2017年，夏里特醫院为焦點雜誌評選德語區最佳醫院第一名。

## 歷史

柏林夏里特医学院的四個校區

基於西元1709年11月14號腓特烈一世之命令，隔年(1710年)
該醫院于柏林北方城牆外建立，用以檢疫當時受腺鼠疫或一般稱為黑死病的民眾，以保護當時柏林城牆內的居民；在此瘟疫過後，該醫院被使用成為醫事教育的軍醫院與照顧貧困人民的慈善醫院。西元1727年1月9號腓特烈一世重新給予新的名字，並稱呼它為夏里特（Charité），即法语“慈善”之意。

## 組織架構
夏里特擁有橫跨整個柏林的四個校區:

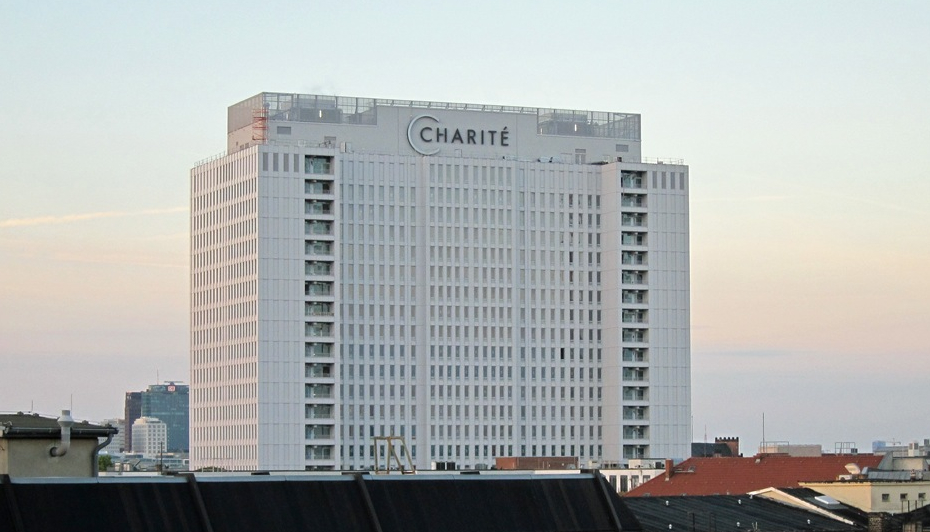
夏里特米特校區 (Campus Charité Mitte, CCM) 病房大樓

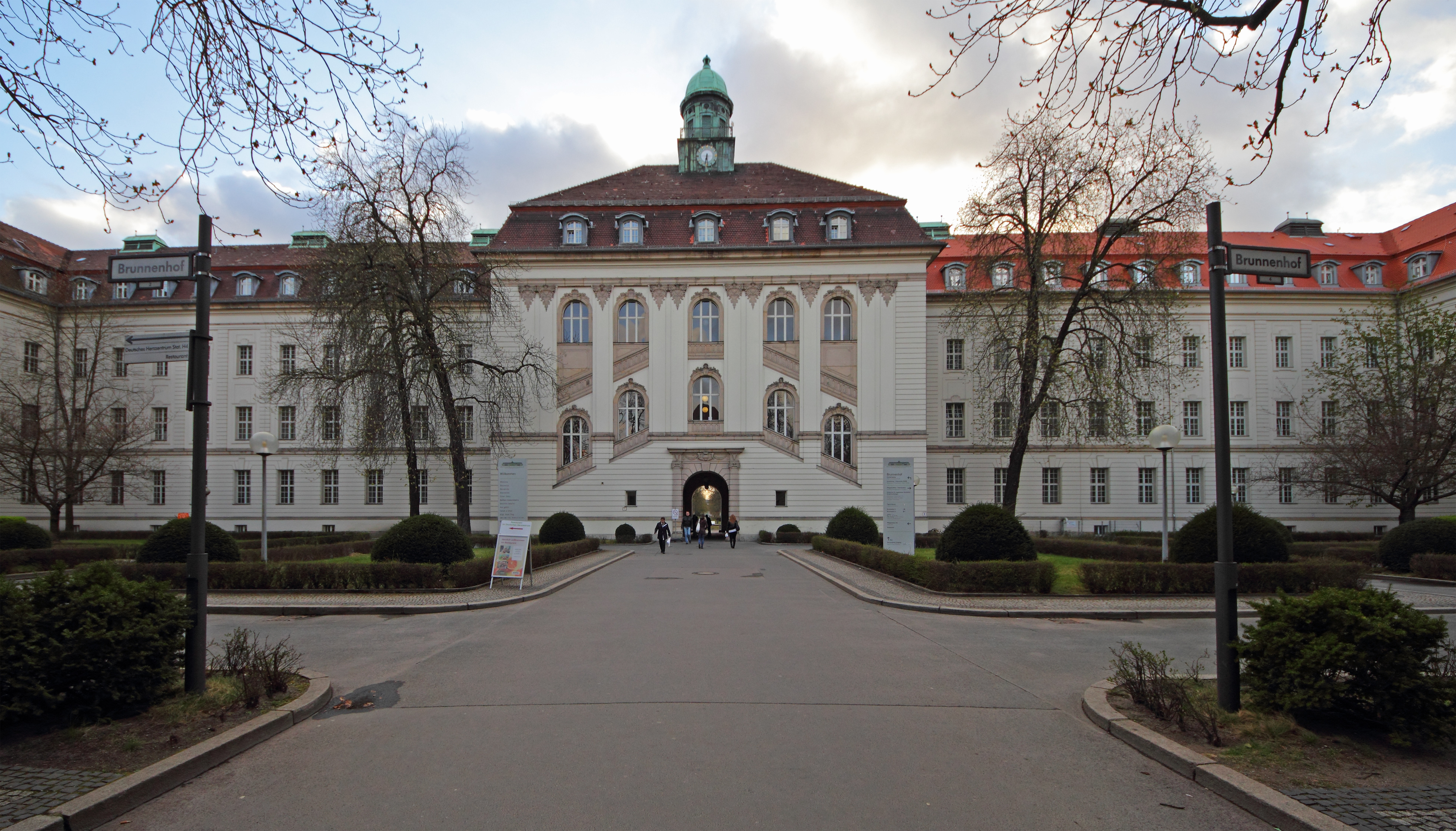
菲爾紹医院校區 (Campus Virchow Klinikum, CVK), 德國柏林心臟中心 (Deutsches Herzzentrum Berlin)

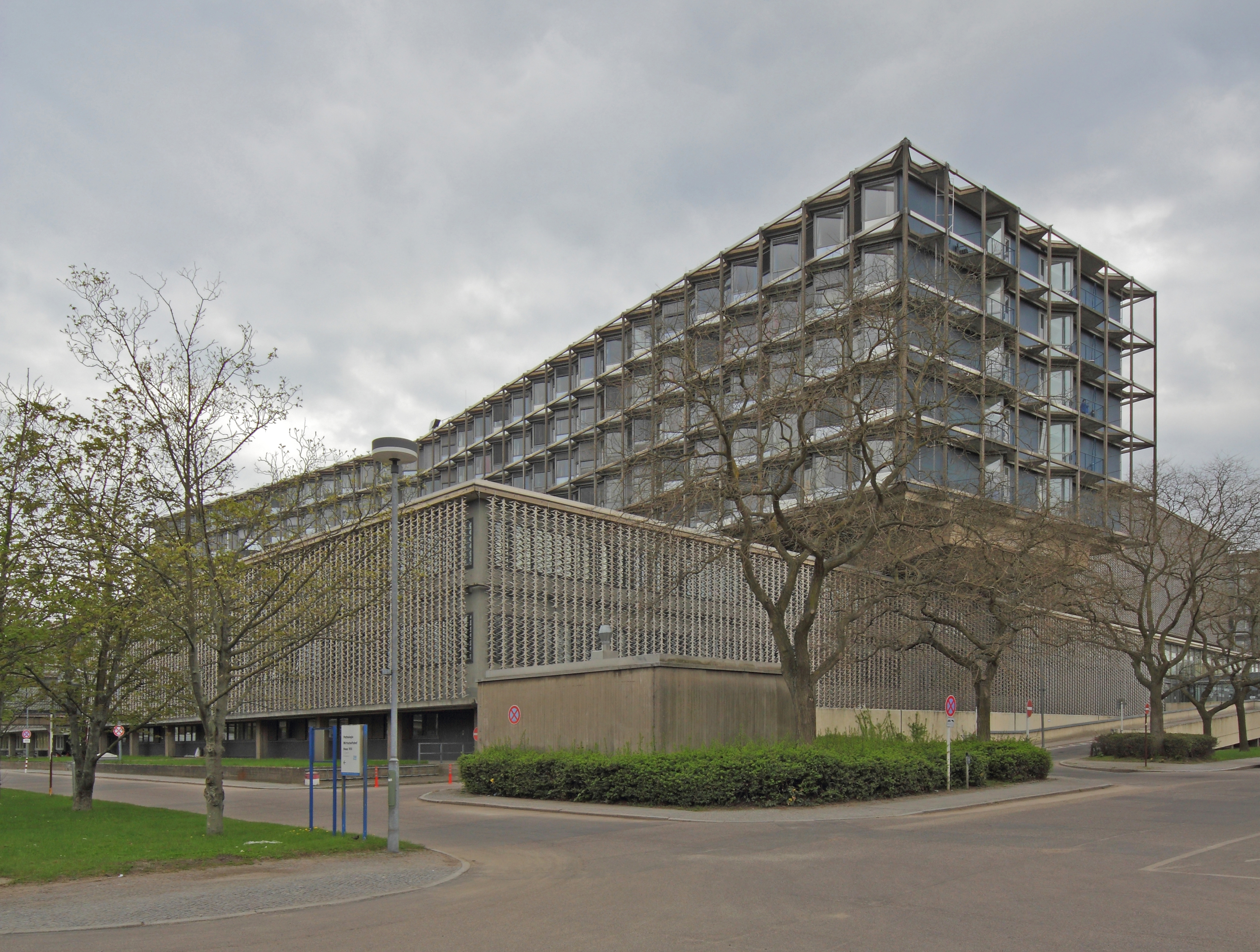
本杰明·富蘭克林校區 (Campus Benjamin Franklin, CBF)

- 夏里特米特校區 (Campus Charité Mitte, CCM)位於柏林米特区
- 本杰明·富兰克林校區 (Campus Benjamin Franklin, CBF)位於柏林利希特費爾德区
- 菲爾紹医院校區 (Campus Virchow-Klinikum, CVK)位於柏林威丁区
- 柏林布赫校區 (Campus Berlin-Buch, CBB)位于柏林布赫区

夏里特擁有17個夏里特中心(Charité Centers, CC)，同時管轄超過100個門診與科學研究單位。
- CC 1: 健康與人類科學 (Health and Human Sciences)
- CC 2: 基礎科學 (Basic Sciences-First Year)
- CC 3: 牙醫、口腔與上顎醫學 (Dental, Oral and Maxillary Medicine)
- CC 4: 治療與研究 (Therapy and Research)
- CC 5: 診斷檢驗與預防醫學(Diagnostic Laboratory and Preventative Medicine)
- CC 6: 介入性診療放射學與核醫學 (Diagnostic and Interventional Radiology and Nuclear Medicine)
- CC 7:  麻醉學、手術室管理與重症加護醫學 (Anesthesiology, Operating-Room Management and Intensive Care Medicine)
- CC 8: 外科學 (Surgery)
- CC 9:  創傷與重建醫學 (Traumatology and Reconstructive Medicine)
- CC 10: 夏里特綜合癌症中心 (Charité Comprehensive Cancer Center)
- CC 11: 心血管疾病學 (Cardiovascular Diseases)
- CC 12: 內科醫學與皮膚病學 (Internal Medicine and Dermatology)
- CC 13: 內科學、肝膽腸胃與腎臟學 (Internal Medicine, Gastroenterology and Nephrology)
- CC 14: 腫瘤醫學 (Tumor Medicine)
- CC 15: 神經學、神經外科與精神病學 (Neurology, Neurosurgery, Psychiatry)
- CC 16: 聽力/語言矯正學、眼科學與耳鼻喉科學 (Audiology/Phoniatrics, Ophthalmology and Otolaryngology)
- CC 17: 婦科、小兒科與青少年醫學、周產期照護中心與人類遺傳學 (Gynecology, Perinatal, Pediatric and Adolescent Medicine with Perinatal Center & Human Genetics)

整體而言，共有13個中心著重於病患照護，其餘中心致力於研究與教學。此外，柏林醫學史博物館 (Berliner Medizinhistorisches Museum) 亦座落於夏里特-米特校區，該歷史可回朔到西元1899年。由於歷史、技術和其他原因，該館曾一度關閉，並於1998年後重新開放。館內擁有醫學各個領域多種多樣的專門收藏，展品範圍從解剖學到心外科，一應俱全，鲁道夫·菲尔绍建立博物館的目的在於記錄當時每種人們知道的病癥，記錄的方式不僅是保留一個典型標本，還要在反映疾病特征的進程中進行大量的器官研究。博物館以其更替性展覽持續將醫學和醫學史的新觀點列為主題，並介紹過去和現在的種種疾病。除此之外，它還展示了醫學與藝術、病理學與古代神話學之間的關系以及醫學與工業之間不可取代的聯繫。